# Édouard Clarke
Édouard Clarke (* 4. November 1867 in Montreal; † 2. Februar 1917 in Biddeford, Maine, Vereinigte Staaten) war ein kanadischer Organist und Pianist.

## Leben
Clarke studierte zwischen 1874 und 1888 am Institut Nazareth in Montreal bei Rosalie Euvrard, Paul Letondal und Dominique Ducharme. Er wirkte als Organist an der Église de Saint-Henri in Montreal und unterrichtete an mehreren Schulen der Stadt. Der blinde Musiker war sowohl als Konzertpianist als auch als Klavierbegleiter erfolgreich.